# Ensaios do Estanque dos Sonhos

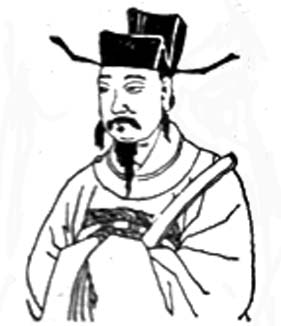
Shen Kuo (沈括) (1031–1095 d. C.)

Os Ensaios do Estanque dos Sonhos ou Ensaios da Torrente dos Sonhos (pinyin: Mèng Xī Bǐ Tán, Wade–Giles: Meng Hsi Pi-t'an) é um extenso livro escrito pelo polímata e estadista chinês Shen Kuo (1031-1095) publicado por volta de 1088, na China, durante a Dinastia Song (960-1279). Shen era um funcionário do governo e um general militar de grande renome. Ele compilou esta obra enquanto estava praticamente isolado em sua propriedade perto da atual Zhenjiang, província de Jiangsu. Ele nomeou o livro com o mesmo nome de sua propriedade, o "Arroio dos Sonhos". A tradução literal do título do livro é "Conversas de pincéis feitas a partir do arroio dos sonhos". Shen Kuo explica o título dizendo:
Como só tinha meu pincel de escrita e minha pedra de tinta para conversar, chamo-o de Conversas com o pincel.— Shen Kuo
Como o historiador Chen Dengyuan aponta, grande parte da obra escrita de Shen Kuo provavelmente foi modificada sob a liderança do ministro Cai Jing (1046–1126). Por exemplo, dos seis dos livros escritos por Shen, quatro deles foram significativamente alterados desde sua escrita original. Ensaios do Estanque dos Sonhos foi citado pela primeira vez em uma obra chinesa no ano de 1095 d. C., mostrando a ampla circulação do livro até ao final da vida de Shen.
O livro possuía originalmente 30 capítulos. No entanto, a edição realizada em 1166 d. C. por um autor chinês desconhecido reorganizou o trabalho em 26 capítulos. Há uma cópia desta edição de 1166 no Japão e também foi reimpressa em chinês em 1305. Em 1631 outra edição foi produzida, mas reorganizada em três amplos capítulos.

## Traduções

### Para a língua inglesa
- Brush Talks from Dream Brook (dois volumes) é a primeira tradução completa do livro. Realizada por Wang Hong e Zhao Zheng, foi publicada em 2008 pela Sichuan People's Publishing House, China.
- A partir de 1954, vários volumes da série Science and Civilization in China, de Joseph Needham, contêm uma grande quantidade de partes selecionadas do Ensaios do Estanque dos Sonhos traduzidas para o inglês .[6]

### Para o chinês vernacular moderno
- A biografia de Shen Kuo (1962), escrita por Zhang Jiaju,[7] contém traduções selecionadas do Ensaios do Estanque dos Sonhos.

### Para o francês
- Alguns trechos de Ensaios do Estanque dos Sonhos aparecem na obra de J. Brenier em 1989[8] bem como em J.F. Billeter em 1993.[9]

### Para o alemão
- Tradução completa do livro em Shen Kuo: Pinselunterhaltungen am Traumbach. Das Gesamte Wissen des Alten China. Foi traduzido e editado por Konrad Herrmann e publicado em 1997 pela editora Diederichs Verlag na Gelbe Reihe Magnum, vol. I.

### Para o japonês
- Foi publicada entre 1978 e 1981, em três volumes, uma tradução da edição chinesa de 1166 por Humeral Karakorum com o título Bokei hitsudan. Essa edição teve o apoio do Instituto de Pesquisa em Humanidades (Jimbun Kagaku Kenkyusho) da Universidade de Kioto.[10]

## Citações

### Teoria geológica
Com seus escritos sobre fósseis, geomorfologia e climas geográficos variáveis, nos seguintes trechos Shen afirma:
Durante o reinado de Zhi-ping [1064–67 d. C.], um homem de Zezhou estava cavando um poço em seu jardim e desenterrou algo com forma de serpente ou dragão se retorcendo. Ficou tão assustado que não teve coragem de tocá-lo, mas depois de algum tempo, ao ver que não se movia, examinou-o e descobriu que era de pedra. Os camponeses ignorantes o quebraram, mas Zheng Boshun, que era magistrado de Jincheng na época, tomou posse de uma grande parte na qual se podiam ver marcas em forma de escamas, exatamente como os de uma criatura viva. Assim, uma serpente ou a,fim tipo de serpente marinha ( chhen ) certamente havia se transformado em pedra, como acontece com os “caranguejos de pedra”. 
Nos últimos anos [cerca de 1080], ocorreu um deslizamento de terra na margem de um grande rio em Yong-ning Guan, perto de Yanzhou. A encosta desmoronou, abrindo um espaço de várias dezenas de pés, revelando, sob o solo, uma floresta de brotos de bambu. Havia centenas de bambú com suas raizes e troncos conservados, e todos transformados em pedra. Atualmente os bambus não crescem em Yanzhou. Eles estavam a várias dezenas de pés abaixo da superfície atual do solo, e não sabemos em que dinastia eles poderiam ter crescido. Quem sabe, em tempos muito antigos, o clima fosse diferente, tornando o local baixo, úmido, sombrio, e adequado para o crescimento dos bambus. Em Jin-hua Shan em Wuzhou pinhas de pinheiros, pedras formadas a partir de sementes de pêssego, raízes de junco petrificadas, peixes de pedra, caranguejos de pedra, etc., mas como todos estes são produtos naturais (atuais) dessa região, as pessoas não se surpreendem muito com eles. Mas esses bambus petrificados apareceram tão profundamente enterrados, em um local hoje já não crescem. Isto é algo realmente curioso. 

### Astronomia
Quando questionado pelo Diretor do Observatório Astronómico sobre as formas do sol e da lua serem redondas como bolas ou planas como leques, Shen Kuo explicou seu pensamento:
Se fossem como bolas, certamente dse obstruiriam quando se encontrassem. Respondi que esses corpos celestes eram certamente como bolas. Como sabemos disso? Pela lua crescente e minguante. A lua não emite luz, é como uma bola de prata; a luz é do sol (refletida). Quando vemos o brilho pela primeira vez, o sol(a luz) passa quase ao lado, por isso que só um lado é iluminado e parece uma meia-lua. Quando o sol se afasta gradualmente, a luz brilha obliquamente, redonda como uma bola. Se metade de uma esfera for coberta com pó (branco) é observada de lado, a parte coberta parecerá uma meia-lua; se observada de frente, parecerá redonda. Assim sabemos que os corpos celestes são esféricos.
Quando o diretor do observatório astronómico perguntou a Shen Kuo por que os eclipses ocorriam só ocasionalmente, enquanto a conjunção e oposição aconteciam vez por dia, Shen Kuo escreveu:
Respondi que a eclíptica e o caminho da lua são como dois anéis, um sobre o outro, mas distantes um pouco. (Se essa obliquidade não existisse), o sol seria eclipsado sempre que os dois corpos estivessem em conjunção, e a lua seria eclipsada sempre que estivesse exatamente em sua posição. Mas (na verdade) embora possam ocupar o mesmo grau, os dois caminhos não estão (sempre) próximos (um do outro) e, portanto, naturalmente os corpos não entram em conflito entre si.
Acerca do uso do tubo de observação para fixar a posição da estrela polar, Shen Kuo escreveu:
Antes da época da Dinastia Han, acreditava-se que a Estrela Polar estava no centro do céu, razão pela qual foi chamada de Jixing(estrela do cume). Zu Geng (-zhi) descobriu com a ajuda do tubo de observação, que o ponto no céu que realmente não se movia estava um pouco mais de 1 grau de distância da estrela do cume. No período do reinado de Xining (1068-1077) recebi a ordem do imperador para assumir a responsabilidade pelo Escritório do Calendário. Logo me encarreguei de encontrar o verdadeiro polo por meio do tubo. Na primeira noite notei que a estrela visível através do tubo se movia com o tempo para fora do campo de visão. Percebi, então, que o tubo era pequeno demais, então aumentei seu tamanho gradualmente. Após três meses de testes, ajustei de uma forma que a estrela girasse dentro do campo de visão sem desaparecer. Dessa maneira descobri que a Estrela Polar estava a pouco mais de 3 graus de distância do verdadeiro polo celeste. Costumávamos desenhar diagramas do campo, registrando as posições da estrela desde o momento em que entrava no campo de visão, observando-a após o anoitecer, à meia-noite e de manhã cedo, antes do amanhecer. Duzentos desses diagramas mostraram que a ‘Estrela Polar’ era, na verdade, uma estrela circumpolar. E relatei isso em detalhes no meu relatório ao imperador.

### Impressão de tipos móveis
Em relação aos métodos da invenção de Bi Sheng da impressão de tipos móveis, entre 1041 a 1048 d. C., Shen Kuo escreveu:
[Bi Sheng] pegou argila pegajosa e nela esculpiu caracteres tão finos quanto a borda de uma moeda. Cada caractere formava, por assim dizer, um único tipo. Ele os endureceu no fogo. Antes disso, havia preparado uma placa de ferro e a coberto com uma mistura de resina de pinheiro, cera e cinzas de papel.

Quando queria imprimir, pegava uma moldura de ferro e a colocava sobre a placa de ferro. Nela, dispunha os tipos bem juntos. Quando a moldura estava cheia, o conjunto formava um bloco sólido de tipos. Depois, ele o colocava próximo ao fogo para aquecê-lo. Quando a pasta [na parte de trás] derretia ligeiramente, pegava uma tábua lisa e a pressionava sobre a superfície, tornando o bloco de tipos tão uniforme quanto uma pedra de amolar.

Se alguém imprimisse apenas duas ou três cópias, esse método não seria simples nem fácil. Mas, para imprimir centenas ou milhares de cópias, era incrivelmente rápido. Como regra, ele mantinha dois conjuntos em operação. Enquanto um conjunto era usado para impressão, os tipos eram organizados no outro. Quando a impressão de um conjunto terminava, o outro já estava pronto. Dessa forma, os dois se alternavam, permitindo uma impressão extremamente ágil.

### Crenças e filosofia pessoais
A respeito do taoísmo e a incapacidade da ciência empírica para explicar tudo no mundo, Shen Kuo escreveu:
Aqueles no mundo que falam sobre as regularidades subjacentes aos fenômenos, ao que parece, conseguem apreender apenas seus rastros mais grosseiros. No entanto, essas regularidades possuem um aspecto muito sutil, que aqueles que se baseiam na astronomia matemática não podem conhecer. Ainda assim, mesmo esses não passam de vestígios.

Quanto aos processos espirituais descritos no Livro das Mutações, que “quando são estimulados, penetram em todas as situações do reino”, os simples rastros não têm qualquer relação com eles. Esse estado espiritual, por meio do qual se alcança o conhecimento prévio, dificilmente pode ser buscado por meio de mudanças, das quais, em todo caso, só se pode atingir os aspectos mais grosseiros.

O que eu chamei de aspecto mais sutil desses rastros, aqueles que estudam os corpos celestes tentam compreender por meio da astronomia matemática; mas a astronomia não passa do resultado de uma conjetura. 

### Dissertação sobre oManual de Carpinteria
A seguir são apresentados dois trechos do livro de Shen que descrevem os conceitos básicos contidos no Manual de Carpinteria de Yu Hao. Yu Hao era um arquiteto chinês do século X, e Kuo foi um dos que elogiou seu trabalho. Na primeira citação, Shen Kuo descreve uma cena na que Yu Hao dá conselhos a outro arquiteto artesão sobre os suportes inclinados para reforçar contra o vento em diagonal:
Quando o Sr. Qian (Wei-yan) era governador das duas províncias de Zhejiang, ele autorizou a construção de uma pagoda de madeira no Fan-tian Si (Templo do Céu de Brahma), em Hangzhou, com um design de dois a três andares. Enquanto a construção estava em andamento, o general Chhien subiu até o topo e ficou preocupado porque a estrutura balançava um pouco.
No entanto, o mestre construtor explicou que, como os azulejos ainda não haviam sido colocados, a parte superior permanecia bastante leve, o que causava esse efeito. Quando todas as telhas foram instaladas, o balanço continuou como antes. Sem saber o que fazer, o general enviou sua esposa secretamente para visitar a esposa de Yu Hao, levando como presente grampos de ouro para o cabelo, e perguntou sobre a causa do movimento.
Yu Hao riu e disse: “Isso é fácil. Basta colocar os suportes (sarténs) para estabilizar a estrutura, fixá-los com pregos de ferro e ela não se moverá mais.” O mestre construtor seguiu seu conselho, e a torre se manteve firme. Isso ocorreu porque os suportes pregados preencheram e conectaram todos os elementos estruturais de cima a baixo, de modo que os seis planos (superior e inferior, frente e trás, esquerda e direita) se integraram como a estrutura de uma caixa torácica.
Embora as pessoas pudessem caminhar sobre os suportes, os seis planos se apoiavam e reforçavam uns aos outros, tornando impossível qualquer outro movimento. Todos reconheceram a experiência demonstrada dessa forma.
Na citação a seguir, Shen Kuo descreve as dimensões e os tipos de arquitetura descritas no livro de Yu Hao:

Os métodos de construção de edifícios são descritos no Manual de Carpintaria, que, segundo alguns, foi escrito por Yu Hao. (Segundo esse livro), os edifícios têm três unidades básicas de proporção, o que está acima das vigas transversais segue a Unidade Alta, o que está acima do térreo segue a Unidade Média, e tudo o que está abaixo (plataformas, fundações, pavimentos, etc.) segue a Unidade Baixa.
A longitude das vigas transversais regerá naturalmente as longitudes das vigas transversais superiores, assim como as vigas, etc. Assim, para uma viga transversal (principal) de (8 pés) de longitude, uma viga transversal superior de (3,5 pés) de longitude. (As proporções se mantêm) em salões maiores e menores. Esse (2/28) é a Unidade Alta.
Do mesmo modo, as dimensões das fundações devem coincidir com as dimensões das colunas a serem usadas, assim como as das vigas (laterais), etc. Por exemplo, uma coluna (11 pés) de altura necessitará de uma plataforma (4,5 pés) de altura. Assim também para todos os outros componentes, suportes, vigas salientes, outras vigas, todos têm suas proporções fixas. Todos esses seguem a Unidade Média (2/24).
Agora, abaixo das rampas (e degraus), há três tipos: íngremes, suaves e intermediários. Em alguns lugares, essas inclinações são baseadas em uma unidade derivada dos padrões imperiais. As rampas íngremes são aquelas em que os carregadores dianteiros e traseiros devem estender completamente seus braços para baixo e para cima, respectivamente (relação 3/35). As rampas suaves são aquelas para as quais os líderes utilizam o comprimento do cotovelo e a altura do ombro dos carregadores traseiros (relação 1/38); as rampas intermediárias são negociadas pelos líderes com os braços estendidos e pelos carregadores traseiros na altura dos ombros (relação 2/18). Essas são as Unidades Baixas.
O livro (de Yu Hao) tinha três capítulos. Mas os construtores dos últimos anos tornaram-se muito mais precisos e habilidosos (yen shan) do que antes. Portanto, há algum tempo, o antigo Manual de Carpintaria caiu em desuso. Mas (infelizmente) quase ninguém é capaz de escrever um novo. Fazer isso seria, por si só, uma obra-prima!

### Botánica e zoología
Shen Kuo descreveu o inseto predador natural de forma semelhante ao gou-he ("larvas de cão") que se alimentava da praga agrícola de zi-fang, a mariposa Leucania separata:

No período do reinado de Yuan-Feng (1078-1085), na região de Qingzhou, um surto de insetos zi-fang causou graves danos às plantações no outono. De repente, outro inseto apareceu em enxames de milhares e dezenas de milhares, cobrindo toda a área do solo.
Ele tinha a forma de um gou-he (larvas de cachorro) escavador de terra, e sua boca era ladeada por pinças. Sempre que encontrava um zi-fang, agarrava-o com as pinças e partia a pobre criatura em dois pedaços. Em dez dias, todos os zi-fang haviam desaparecido, permitindo que a região tivesse uma colheita abundante.
Esse tipo de inseto é conhecido desde a antiguidade, e os habitantes locais o chamam de pang-bu-ken (“não permitir que outros [insetos] existam”). 

### Fenómenos naturais
Próximo do ano de 1078, Shen Kuo escreveu precisamente sobre os danos de raios em edifícios e nos materiais específicos dos objetos em seu interior. Tomando um ponto de vista objetivo e especulativo, afirmou:

Uma casa pertencente a Li Shunju foi atingida por um raio. Sob os beirais, viu-se uma luz resplandecente. Todos pensaram que o salão pegaria fogo, e aqueles que estavam dentro se apressaram em sair. Quando o trovão cessou, descobriu-se que a casa estava intacta, embora suas paredes e o papel das janelas estivessem enegrecidos.
Em certas prateleiras de madeira, alguns recipientes laqueados com bordas de prata foram atingidos pelo raio, de modo que a prata derreteu e caiu no chão, mas a laca sequer queimou. Além disso, uma valiosa espada de aço resistente havia se derretido completamente, transformando-se em líquido, sem que as partes próximas da casa fossem afetadas.
Seria de se esperar que a palha e a madeira queimassem primeiro, no entanto, ali estavam os metais derretidos sem que a palha e a madeira sofressem danos. Isso está além da compreensão das pessoas comuns. Há livros budistas que falam do “fogo do dragão”, que queima ainda mais intensamente ao entrar em contato com a água, em vez de se extinguir, como ocorre com o fogo "humano".
A maioria das pessoas só consegue julgar as coisas com base nas experiências do cotidiano, mas os fenômenos que escapam desse entendimento são realmente inúmeros. Quão incerto é tentar investigar os princípios da natureza confiando apenas na luz do conhecimento comum e nas ideias subjetivas. 

### "Acontecimentos estranhos"
Um trecho intitulado "Acontecimentos estranhos" contém um relato peculiar de um objeto voador não identificado. Shen escreveu que, durante o reinado do imperador Renzong (1022-1063), um objeto tão brilhante quanto uma pérola ocasionalmente voava sobre a cidade de Yangzhou durante à noite, mas foi descrito pela primeira vez pelos habitantes do leste de Anhui e depois os de Jiangsu. Shen escreveu que um homem próximo ao Lago Xingkai observou este curioso objeto; supostamente é:

... abriu sua porta, e um jorro de luz intensa, como raios de sol, disparou de dentro dela. Em seguida, a camada exterior se abriu, parecendo tão grande quanto uma cama, com uma enorme pérola do tamanho de um punho iluminando o interior com um brilho prateado.

A intensa luz branco-prateada, emanando de dentro, era forte demais para ser contemplada pelos olhos humanos, projetando sombras de todas as árvores em um raio de dez milhas. O espetáculo era como o sol nascente, tingindo de vermelho o céu e as florestas distantes.
Então, de repente, o objeto decolou a uma velocidade tremenda e desceu sobre o lago, como o sol se pondo.
Shen continuou dizendo que Yibo, um poeta de Gaoyou, escreveu um poema sobre esta "pérola" depois de tê-la visto. Shen escreveu que dado que a "pérola" com frequência aparecia ao redor de Fanliang em Yangzhou, os moradores da região ergueram um "Pavilhão da Pérola" à beira do caminho, onde as pessoas chegavam em barcos com a esperança de ver o misterioso objeto volador.

### Espadas
Proximamente do ano de 1065, Shen Kuo escreveu sobre os métodos de montagem de espadas e os padrões formados no aço:

Os antigos usavam chi kang (aço combinado) para o fio da lâmina e jou thieh (ferro doce) para o dorso, pois, do contrário, a espada frequentemente se quebraria.

Uma arma excessivamente dura acabará cortando e destruindo seu próprio fio; por isso, é aconselhável usar apenas aço combinado.

Quanto ao efeito yu-chhang (intestinos de peixe), ele é o que hoje chamamos de espada de aço "enrolada em forma de serpente" ou, alternativamente, do "design de pinho". Se cozinhar um peixe por completo e remover suas espinhas, a forma de suas entranhas se parecerá com as linhas de uma "espada enrolada em forma de serpente". 

### Roupa chinesa
Segundo observado por Shen Kuo, os chineses, desde alguns séculos anteriores, adotaram por completo as modas bárbaras.

As roupas da China, desde a época da Dinastia Qi do Norte [550–557] em diante, tornaram-se completamente bárbaras. As mangas estreitas, as túnicas curtas de cor vermelho-escuro ou verde, as botas altas e os adornos de cintos de metal são vestimentas bárbaras.
As mangas estreitas são úteis para disparar flechas enquanto se cavalga. As túnicas curtas e as botas altas são convenientes para atravessar a vegetação alta. Todos os bárbaros gostam de grama densa, pois sempre dormem sobre ela. Vi todos fazerem isso quando fui enviado ao norte. Até mesmo a corte do rei está situada na grama alta.
No dia em que cheguei à corte dos bárbaros, havia chovido recentemente, e atravessei a vegetação. Minha túnica e minhas calças ficaram encharcadas, mas os bárbaros não se molharam. Eles caminham com diversos objetos pendurados na túnica e no cinto. Talvez se queira pendurar no cinto itens como um arco e uma lâmina, um lenço, uma bolsa de moedas ou uma faca.

## Capítulos do livro

### Sobre as humanidades
- A vida oficial e a corte imperial (60 parágrafos)
- Assuntos académicos e de exames imperiais (10 parágrafos)
- Literário e artístico (70 parágrafos)
- Lei e polícia (11 parágrafos)
- Militar (25 parágrafos)
- Histórias e anedotas diversas (72 parágrafos)
- Adivinhação, magia e folclore (22 parágrafos)

### Sobre ciências naturais
- Sobre o I Ching, Yin e Yang, e 5 elementos (7 parágrafos)
- Matemáticas (11 parágrafos)
- Astronomia e calendário (19 parágrafos)
- Meteorologia (18 parágrafos)
- Geologia e mineralogía (17 parágrafos)
- Geografia e cartografia (15 parágrafos)
- Física (6 parágrafos)
- Química (3 parágrafos)
- Engenharia, metalurgia e tecnologia (18 parágrafos)
- Engenharia hidráulica e de irrigação (6 parágrafos)
- Arquitetura (6 parágrafos)
- Ciências biológicas, botânica e zoologia (52 parágrafos)
- Artes agrícolas (6 parágrafos)
- Medicina e farmácia (23 parágrafos)

### Ciências humanas
- Antropologia (6 parágrafos)
- Arqueologia (21 parágrafos)
- Filologia (36 parágrafos)
- Música (44 parágrafos)

(Número total de parágrafos = 584)

## Também presente
- Textos clássicos chineses
- Literatura da China
- História da ciência e tecnologia na China